# Caenopedina hawaiiensis
Caenopedina hawaiiensis is een zee-egel uit de familie Pedinidae.
De wetenschappelijke naam van de soort werd in 1912 gepubliceerd door Hubert Lyman Clark.